# Olive et Tom, champions de foot (chanson)
Olive et Tom, champions de foot, est une chanson interprétée par Jean-Claude Corbel, et Claude Lombard pour les chœurs. Elle sert de générique pour le dessin-animé éponyme Olive et Tom, champions de foot.
Au départ, la chanson est le générique italien d'un tout autre dessin-animé: Edgar, le détective cambrioleur.
Le texte original a été écrit par Alessandra Valeri Manera, et la musique composée par Carmelo Carucci.
Le titre sort pour le marché français en 1988, distribué par Disques Adès, mais produit par Five Record d'après la version italienne. Le parolier Charles Level, a supervisé l'adaptation française du texte. 
La musique de fond a également été utilisé pour l'espagnol "Campeones" (1990) « http://www.siglandia.net/sigle%20cartoni/lupin%20incorreggibile.htm »(Archive.org • Wikiwix • Archive.is • Google • Que faire ?).